# (5712) Funke
(5712) Funke es un asteroide perteneciente al cinturón de asteroides descubierto el 25 de septiembre de 1979 por Antonín Mrkos desde el Observatorio Kleť, České Budějovice, República Checa.

## Designación y nombre
Designado provisionalmente como 1979 SR. Fue nombrado Funke en homenaje a Jaromír Funke, fotógrafo checo, conocido por sus imágenes de arquitectura y paisaje provenientes del funcionalismo.

## Características orbitales
Funke está situado a una distancia media del Sol de 2,770 ua, pudiendo alejarse hasta 3,239 ua y acercarse hasta 2,300 ua. Su excentricidad es 0,169 y la inclinación orbital 8,581 grados. Emplea 1684,02 días en completar una órbita alrededor del Sol.

## Características físicas
La magnitud absoluta de Funke es 12,9. Tiene 7,202 km de diámetro y su albedo se estima en 0,283. 